# Cheirostylis flabellata
Cheirostylis flabellata är en orkidéart som först beskrevs av Achille Richard, och fick sitt nu gällande namn av Robert Wight. Cheirostylis flabellata ingår i släktet Cheirostylis och familjen orkidéer. Inga underarter finns listade i Catalogue of Life.